# Іпек Сойлу
Іпек Сойлу (тур. İpek Soylu; 15 квітня 1996 року в Адані, Туреччина) — турецька тенісистка; переможниця трьох турнірів WTA в парному розряді; переможниця одного юніорського турніру Великого шолома в парному розряді (Відкритий чемпіонат США-2014); півфіналістка одного юніорського турніру Великого шолома в парному розряді (Відкритий чемпіонат США - 2013).

## Життєпис
Іпек в тенісі з шести років. Улюблене покриття — хард.

## Рейтинг на кінець року
| Рік  | Одиночний рейтинг | Парний рейтинг |
| 2017 | 198               | 86             |
| 2016 | 159               | 78             |
| 2015 | 158               | 200            |
| 2014 | 302               | 263            |
| 2013 | 509               | 702            |
| 2012 | 920               | 703            |
| 2011 | 1 210             | 706            |